# Földgömb-Atacama Klímamonitoring Expedíció
A Földgömb-Atacama Klímamonitoring Expedíció egy több éves kutatási program, melynek keretében magyar kutatók és A Földömb magazin munkatársai megfigyeléseket végeznek a világ legmagasabb vulkánján, az Ojos del Salado csúcsán és környékén.

## A kutatási program célja
„A kutatóprogram alapjául szolgáló expedíciósorozat célja a Száraz-Andok különálló hegyóriásait reprezentáló Ojos del Salado-vidék környezeti változásainak feltárása hosszú távú monitoringvizsgálatttal. A felmelegedés következményeinek elemzése a Föld legmagasabban fekvő sivatagában és tundráján: a jégjelenlétben, a vízelőfordulásban megmutatkozó változások magyarázata. Mindez a bolygónk egészére jellemző mai klímaváltozás megismerésének olyan szelete, amely az egyik legextrémebb – de nagy kiterjedésű – földi környezet leglényegesebb átalakulásait tisztázza.”

– Dr.Nagy Balázs

A kutatócsapat a globális felmelegedés következményeit vizsgálta az Ojos del Salado vulkánon. Az expedíció 4200 métertől 6893 méterig hat magassági szinten végzett felméréseket az örökfagy jelenlétéről, területi elterjedéséről és változásairól. Emellett megvizsgálták az extrém magasságban kialakult (időszakos) hegyi tavak jelenlétének okait, valamint a vulkáni kísérőjelenségek (gőzfeltörések, hévízek) környezetfejlődést befolyásoló szerepét is. A hegyre több mérőállomást telepítettek, a csúcsra helyezett műszerekkel ez lett a világ legmagasabb folyamatosan megfigyelt hegye. Az expedíció tartja emellett a legnagyobb tengerszint feletti magasságba jutást autóval. Az expedíciókról a támogató magazinban általában hosszasan beszámolnak gazdagon illusztrált cikkekkel, valamint 2018-ban az Adatvadászok című dokumentumsorozattal mutatták be az akkori kutatói munkát.

## Tanulmányi verseny
A Bonyhádi Petőfi Sándor Evangélikus Gimnáziumban megrendezett A Földgömb Nemzetközi Földrajzverseny mellett az alapítvány kétévente megrendezi a Kövesd a Kutatókat! tanulmányi versenyt, amelyen Dél-Amerika földrajzáról és kulturájáról mérhetik össze a tudásukat az általános iskolás és középiskolás diákcsapatok. Az online fordulók után egy budapesti döntőn dőlnek el a végső helyezések.

## Idővonal
- 2012. február- A mérőműszerek kihelyezése
- 2012. február–2014. február- Az első mérési ciklus
- 2014. február- A mérőműszerek ellenőrzése
- 2016. február- Műszercserék és további mintavételek
- 2018. február- Műszerek leolvasása, cserék és újabb mintavételek